# تفشي حمى الضنك في جزر كوك 2019
تفشي حمى الضنك في جزر كوك يشير إلى تفشي حمى الضنك في جزر كوك التي بدأت في شهر يناير 2019 على أغلب السجلات الطبية المنشورة، أُعلن تفشي حمى الضنك بعد اكتشاف سبعة حالات إيجابية تم اكتشافها على مراحل مختلفة. ذكرت وزارة الصحة أن أحد هذه الحالات من بولينزيا الفرنسية. هناك 50 حالة مصابة بحمى الضنك من النوع الأول إلا أنها كلها «تحت السيطرة» وفقًا لوزيرة الصحة جوزفين هيرمان. تم نقل 29 حالة إلى المستشفى ولم يتم الإبلاغ عن أية وفيات. كان هذا التفشي جديدًا نسبيًا، حيث كان آخر تفشي لحمى الضنك في عام 2009.